# Parmenides
Parmenides thành Elea (tiếng Hy Lạp cổ đại: Παρμενίδης ὁ Ἐλεάτης; sinh và mất đầu thế kỷ 5 TCN) là một triết gia Hy Lạp cổ đại, ông sinh tại Elea, một thành phố của Hy Lạp ở bờ biển phía nam của Ý. Ông là người đã sáng lập ra trường phái Elea. Tác phẩm duy nhất được biết đến của ông là một bài thơ, tựa đề Bàn về tự nhiên, hiện chỉ còn một phần bài thơ tồn tại cho đến ngày nay. Trong bài thơ này, Parmenides nêu ra hai quan điểm về thực tại. Trong "Con đường của chân lý" ("the way of truth"), ông giải thích thực tại là đơn nhất, thay đổi không thể xảy ra, sự tồn tại là vĩnh viễn, đồng nhất, cần thiết và không thay đổi. Trong "Con đường luận lý" ("the way of opinion"), ông giải thích hình dạng của thế giới, trong đó các chức năng cảm giác dẫn đến những nhận thức sai lầm và lừa dối. Những ý tưởng này đã có ảnh hưởng sâu sắc đối với triết học phương Tây, nổi bật nhất có lẽ là ảnh hưởng lên Plato.

## Tiểu sử
Parmenides xuất thân trong một gia đình danh giá ở miền Nam nước Ý và là học trò của Xenophanes. Ông là một trong những nhà cầm quyền ở Elea, tôn sùng pháp luật. Hàng ngày ông bắt công dân của thành phố này phải thề tuân theo pháp luật.

## Những nghiên cứu

### Suy nghĩvềtồn tại[3]
Dựa vào tư tưởng của các nhà triết học tiền bối, Parmenides đưa ra ba quan điểm về chủ yếu về tồn tại và bình luận về chúng.
- Có tồn tại và không tồn tại (quan điểm của trường phái Pythagoras).
- Tồn tại và không tồn tại đồng nhất với nhau (quan điểm của Heraclitus).
- Chỉ có tồn tại, không có không tồn tại.

Parmenides cho rằng hai quan niệm đầu tiên cho thấy sự không nhất nguyên về lập trường triết học. Thậm chí, ông còn gọi Heraclitus là nhà triết học "hai đầu". Parmenides viết:
| “ | Chỉ có những nhà triết học hai đầu mới nhìn thấy con đường đi ngược lại của mọi thứ để khẳng định chúng ta tồn tại và không tồn tại, con đường đi lên và con đường đi xuống là một. | ” |

Còn đối với quan điểm thứ ba, Parmenides tỏ rõ sự đồng tình. Theo nhà triết học cổ đại này, tất cả các sự vật được ta nhận định được vì chúng có tồn tại. Chúng ta không thể hình dung sự không tồn tại, không hình dụng được là không có. Đây là đoạn thơ của Parmenides nói về sự tồn tại
| “ | Ở đây có rất nhiều bằng chứng Nó không sinh ra mà cũng không diệt Nó là toàn bộ, vô tận, bất biến và đồng nhất Nó không có trong quá khứ và cũng sẽ chẳng có trong tương lai | ” |

Đoan thơ trên có thể được diễn giải như sau: Tồn tại là cái duy nhất, bất biến và đồng nhất vì thế giới không có cái gì nằm ngoài sự tồn tại. Giới hạn cuối cùng của tồn tại, giống giới hạn của một quả địa cầu, tất cả các điểm trên đường tròn đều cách tâm những khoảng bằng nhau. Bởi tồn tại là cái duy nhất nên nó không cần sự cứu cánh. Tồn tại là chính bản thân nó nên không thể xuất hiện vì không có chỗ để xuất hiện. Nó cũng không xuất hiện từ hư vô bởi bản thân hư vô là không có. Nó cũng không thể xuất hiện từ tồn tại khác vì chỉ có một sự tồn tại. Tồn tại phải là cái hiện có chứ không phải là cái đã có và cái sẽ có. Với phần diễn giải trên, có thể nêu lên ba đặc điểm của sự tồn tại như sau:
- Duy nhất, bất biến, đồng nhất.
- Tư bản thân, không sinh ra, không mất đi
- Quy định sự hiện hữu của những thứ khác.

Quan niệm về tồn tại của Parmenides mang tính siêu hinh, nhưng nó lại là đóng góp lớn của ông. Ông phê phán các bậc tiền bối của mình đã chọn nhiều thứ vật chất cụ thể làm khởi nguyên của thế giới một cách tùy tiện, làm "mất đi tính chất thông thái của triết học", tạo ra những tranh luận không càn thiết. Tồn tại, với Parmenides, đã trở thành một phạm trù triết học khái quát. Đó thực sự là nền móng của tư duy. Có lẽ câu nói của chính người thầy Xenophanes sẽ là câu nói phù hợp với trường hợp này: "Để trở thành người thông thái thì trước hết phải biết lựa chọn các biểu hiện của thông thái."

### Tiền bối của hiện tượng học[4]
Parmenides đã đưa ra một luận điểm nổi tiếng là "Tư duy và cái tư duy là một. Tư duy và tồn tại là đồng nhất." Theo ông, tồn tại không chỉ thuần túy là vật chất và tinh thần. Đó còn là việc con người tư duy về cái gì đó. Vì vậy, không có tư duy thuần túy, tư duy phi tồn tại và không có tồn tại không được tư duy bởi con người. Có thể thấy ở đây Parmenides là người nhận thấy quan hệ không tách rời giữa chủ thể và khách thể khi nhận thức theo quan điểm duy tâm chủ quan. Chính vì vậy, các nhà hiện tượng học coi ông là vị tiền bối.

### Không gianvàthời gian[4]
Đối với Parmenides, không gian có giới hạn và bất biến bởi vì nó chứa tồn tại mà cái tồn tại này không lớn lên hay nhỏ đi ("không thể lớn lên một chút nào và cũng không thể nhỏ đi một chút nào"). Còn thời gian thì lại là cái ngưng đọng, không xuất hiện hay mất đi nhưng lại vô hạn.

### Nhận thức của con người[5]
Xuất phát từ nhận thức về tồn tại, Parmenides chia triết học thành hai dạng phù hợp với ý kiến và trí tuệ.
- Triết học phù hợp với ý kiến: Con người nhận thức thế giới trong sự biến đổi không ngừng nhưng không thể nhận thức được bản chất của nó.
- Triết học phù hợp với trí tuệ: Con người nắm được bản chất của thế giới, hiểu về nó và đạt tới chân lý.

## Tác phẩm
Tác phẩm tiêu biểu nhất của Parnemides là Về tự nhiên.

## Đánh giá
- Socrates: "Parmenides là một nhà tư tưởng sâu sắc thật sự bất thường".[4]
- Georg Wilhelm Friedrich Hegel: "Ông (tức Parmenides) là người đặt nền móng cho chủ nghĩa duy lý ở phương Tây".[4]